# هنری سلکوم (تنیس‌باز)
 هنری سلکوم (انگلیسی: Henry Slocum؛ زاده ۲۸ مهٔ ۱۸۶۲ درگذشته ۲۲ ژانویهٔ ۱۹۴۹) یک تنیس‌باز اهل ایالات متحده آمریکا بود.